# Брінейх
Брінейх — кельтська держава на території сучасних графств Нортумберленд і Дарем (Велика Британія), що утворилася на початку V століття. Тривалий час боролася з сусідами. Зрештою зазнала поразки від англів, які утворили в межах Брінейха власне королівство Берніцію.

## Історія
Королівство Брінейх утворилось близько 420 року в результаті поділу володінь напівлегендарного короля Койла Старого між двома синами. Гарбоніан став засновником Брінейха. Столицею королівства було місто Дін-Гуарді (сучасний Бамборо). Боролося проти Гододіна та Регеду. З часом доволі небезпечним ворогом стали пікти.
Вважається, що з кінця давньоримських часів на території Брінейха мешкали германці. З часом стали запрошувати англів як найманців — для охорони королівської родини та війни з піктами. З часом англи стали превалювати серед охорони королів, ставши лаетами (очільниками королівської варти). З кінця 490-х років було укладено союз з Гододіном та Стратклайдом проти піктів, що турбували північні кордони цих держав.
Збільшення англів та посилення їх впливу зрештою призвели до конфліктів між бриттами і англами. У 547 році англи на чолі із Ідою захопили столицю королівства. У відповідь було підтверджено союз з Стратклайдом проти англів.
Протягом 550-х років точилася боротьба Брінейха проти королів Берніції. В цьому королі першого спиралися на Гододін, Стратклайд і Евраук, а англи Берніції діяли з англами Дейри. На початку 560-х років король Брінейха Морган зазнав поразки й втік до Гододіна. З цього моменту королівство майже припинило існування.
Втім невеличкі володіння залишилися під владою інших представників династії Гарбоніана. Боротьба тривала до початку VII ст. Землі Брінейха увійшли до складу Берніції.

## Королі
- Гарбоніан ап Коел, 420—445 роки
- Дівнуал Лисий, 445—475 роки
- Бран Старий, 475—510 роки
- Кінгар, 510—540 роки
- Морган, 540-ті-бл. 560 роки
- Коледавс, бл. 560-бл. 580
- Моргант, бл. 580—604

## Географія
Обіймало територію між державами Евраук і пагорбами Ламмермур, що відокремлювали його від Гододіна. Натепер ця область відома як Нортумберленд.

## Демографія
Землі Брінейха були заселені представниками південної гілки вотадінів. З часом тут стали селитися англи.